# جينا أليس ستيبتز
جينا أليس ستيبتز (بالإنجليزية: Gina Alice Stiebitz)‏ هي ممثلة ألمانية ولدت في أكتوبر 1997،أشتهرت بدور فرانشيسكا دوبلر في مسلسل دارك الذي عُرض على منصة نتفليكس. بالإضافة إلى أعمالها التلفزيونية، شاركت شتيبيتز في عدد من العروض المسرحية، خاصةً على خشبة مسرح فريدريششتات-بالاست (Friedrichstadt-Palast) في العاصمة الألمانية برلين.

## وصلات خارجية
- جينا أليس ستيبتز على موقع IMDb (الإنجليزية)
- جينا أليس ستيبتز على موقع أول موفي (الإنجليزية)
- جينا أليس ستيبتز على موقع قاعدة بيانات الفيلم (الإنجليزية)
- جينا أليس ستيبتز على موقع كينوبويسك (الروسية)